# Colonia Independencia, Zacatecas
Colonia Independencia är en ort i Mexiko.   Den ligger i kommunen Noria de Ángeles och delstaten Zacatecas, i den centrala delen av landet, 400 km nordväst om huvudstaden Mexico City. Colonia Independencia ligger 2 153 meter över havet och antalet invånare är 386.
Terrängen runt Colonia Independencia är lite kuperad, och sluttar österut. Runt Colonia Independencia är det ganska glesbefolkat, med 45 invånare per kvadratkilometer. Närmaste större samhälle är Villa González Ortega, 13,8 km nordväst om Colonia Independencia. Omgivningarna runt Colonia Independencia är i huvudsak ett öppet busklandskap.